# Astragalus caudicosus
Astragalus caudicosus är en ärtväxtart som beskrevs av Galkina och M.M. Nabiev. Astragalus caudicosus ingår i släktet vedlar, och familjen ärtväxter. Inga underarter finns listade i Catalogue of Life.